# Europese kampioenschappen powerlifting 1994 (heren)
De Europese kampioenschappen powerlifting 1994 voor heren waren door de European Powerlifting Federation (EPF) georganiseerde kampioenschappen voor powerlifters. De 17e editie van de Europese kampioenschappen vond plaats in het Zweedse Piteå van 12 tot en met 15 mei 1994.

## Uitslagen
| klasse   | Goud               | Zilver                   | Brons               |
| -------- | ------------------ | ------------------------ | ------------------- |
| -52 kg   | Sergey Zhuravlev   | Andrzej Stanaszek        | Manuel Martinez     |
| -56 kg   | Ivelin Petrov      | Magnus Carlsson          | Jurgen Nemeth       |
| -60 kg   | Wim Elyn           | Ronny Celis              | Phillip Richard     |
| -67,5 kg | Rodney Hypolite    | Jan Wilczyński           | Günther Icks        |
| -75 kg   | Per Berglund       | Sigve Valentinsen        | Abdelkader Baali    |
| -82,5 kg | Roman Szymkowiak   | Peter Theuser            | David Carter        |
| -90 kg   | Frank Schramm      | Carl Olav Christoffersen | Alexander Lekomtsev |
| -100 kg  | Vladimir Markovsky | Børge Øvrebø             | Samuel Watt         |
| -110 kg  | Sturla Davidsen    | Arto Rajala              | Anton Tucek         |
| -125 kg  | Victor Naleykin    | Leopold Krendl           | Piet Faber          |
| +125 kg  | Karl Saliger       | Ralf Gierz               | Roger Sandström     |